# Zaboba mitchelli
Zaboba mitchelli är en fjärilsart som beskrevs av Dyar 1914. Zaboba mitchelli ingår i släktet Zaboba och familjen mott. Inga underarter finns listade i Catalogue of Life.